# Arboretum de l'école du Breuil
El arboretum de l’école du Breuil (Arboreto de la Escuela de Breuil) es un arboreto de unas 12 hectáreas de extensión que se encuentra en París, Francia.

## Localización
El arboreto se ubica en el interior del bois de Vincennes, cerca del hipódromo del mismo nombre, en París.
Planos y vistas satelitales48°49′17″N 2°27′23″E / 48.82139, 2.45639
Este arboreto es uno de los cuatro componentes del Jardin botanique de la Ville de Paris con el Parc de Bagatelle y el Jardin des Serres d'Auteuil en el Bois de Boulogne, y el Parque floral de París en el Bois de Vincennes. 

## Historia
La "École du Breuil" (Escuela municipal de arboricultura de Saint-Mandé, cerca de la puerta Daumesnil) con una extensión de 25 hectáreas fue creada en 1867 gracias a la iniciativa del prefecto Haussmann.
Se le dio el nombre de Breuil por Alphonse Du Breuil, profesor del « Conservatoire national des Arts et Métiers » (Conservatorio nacional de Artes y Oficios), quien enseñó arboricultura de 1867 a 1887. 
Estaba ubicada originalmente en 4 hectáreas en Saint-Mandé cerca del actual « Palais de la Porte Dorée » (Palacio de la Puerta Dorada), pero en 1936 transfirió a su ubicación actual. 

## Colecciones
Actualmente alberga unos 2000 árboles pertenecientes a 112 géneros, 485 especies y 400 cultivares y variedades de 885 taxones.
Además alberga varias colecciones de arbustos que representan unos 1000 taxones.
Un interés particular lo representan las colecciones de la herencia de manzanos y de perales con unas 400 variedades.
Es de mencionar su excelente colección de lilas (Syringa) con unas 300 variedades, lo que es reconocida por el Conservatoire des Collections Végétales Spécialisées (CCVS) como "Collection National". 
Algunos de los especímenes del "Arboretum Breuil".

Especímenes
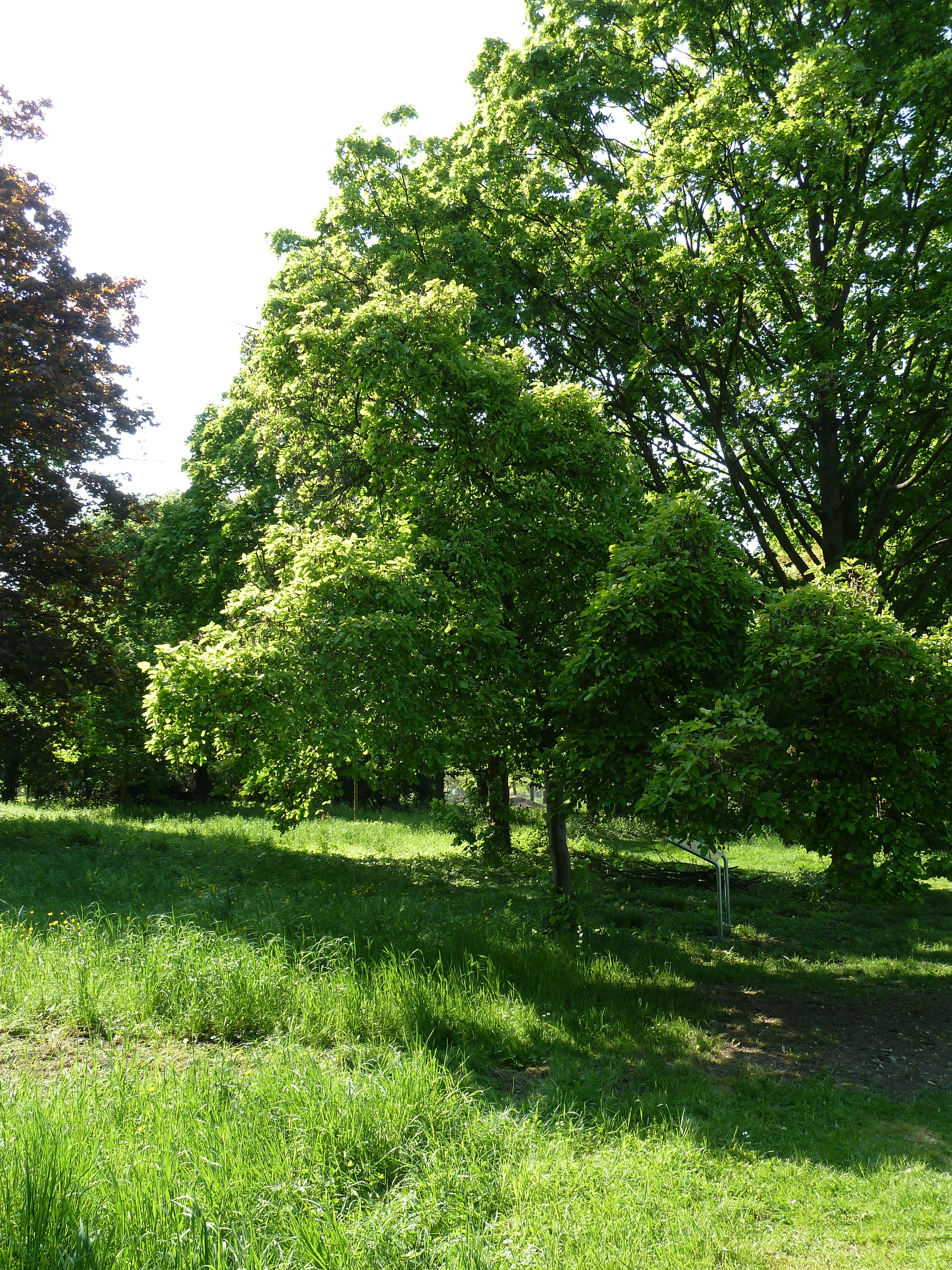
Acer tataricum.
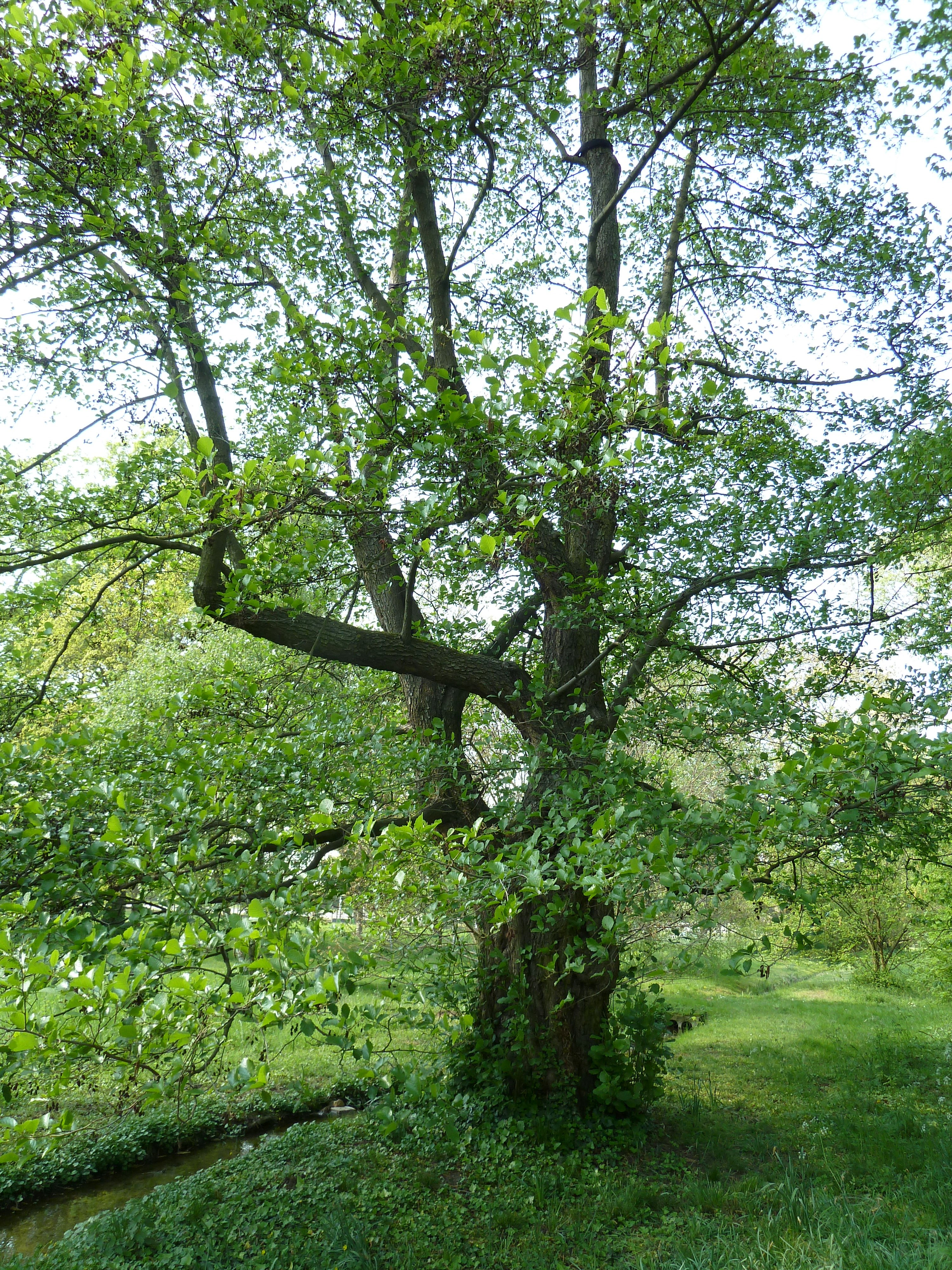
Alnus serrulata.
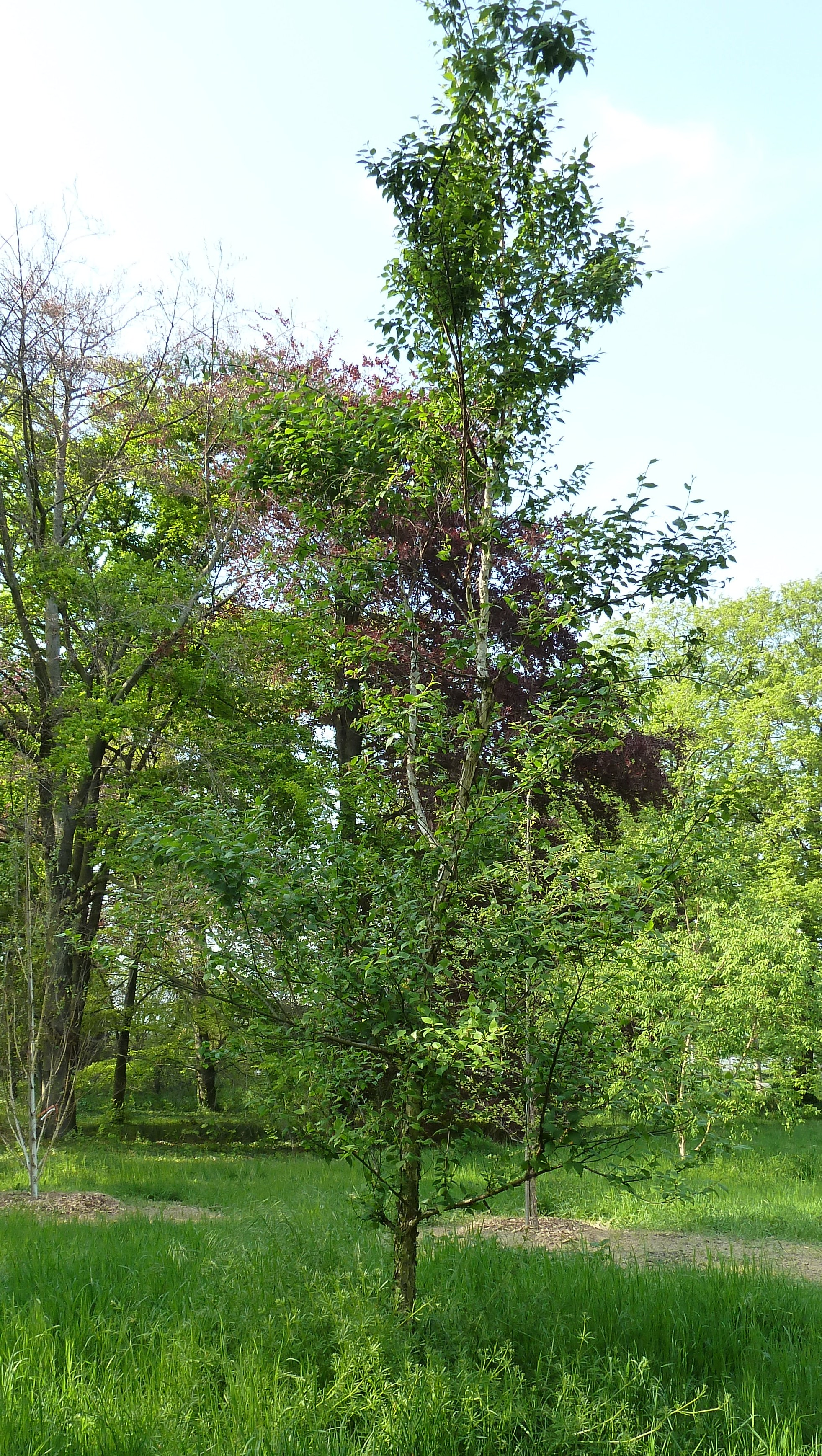
Betula davurica.
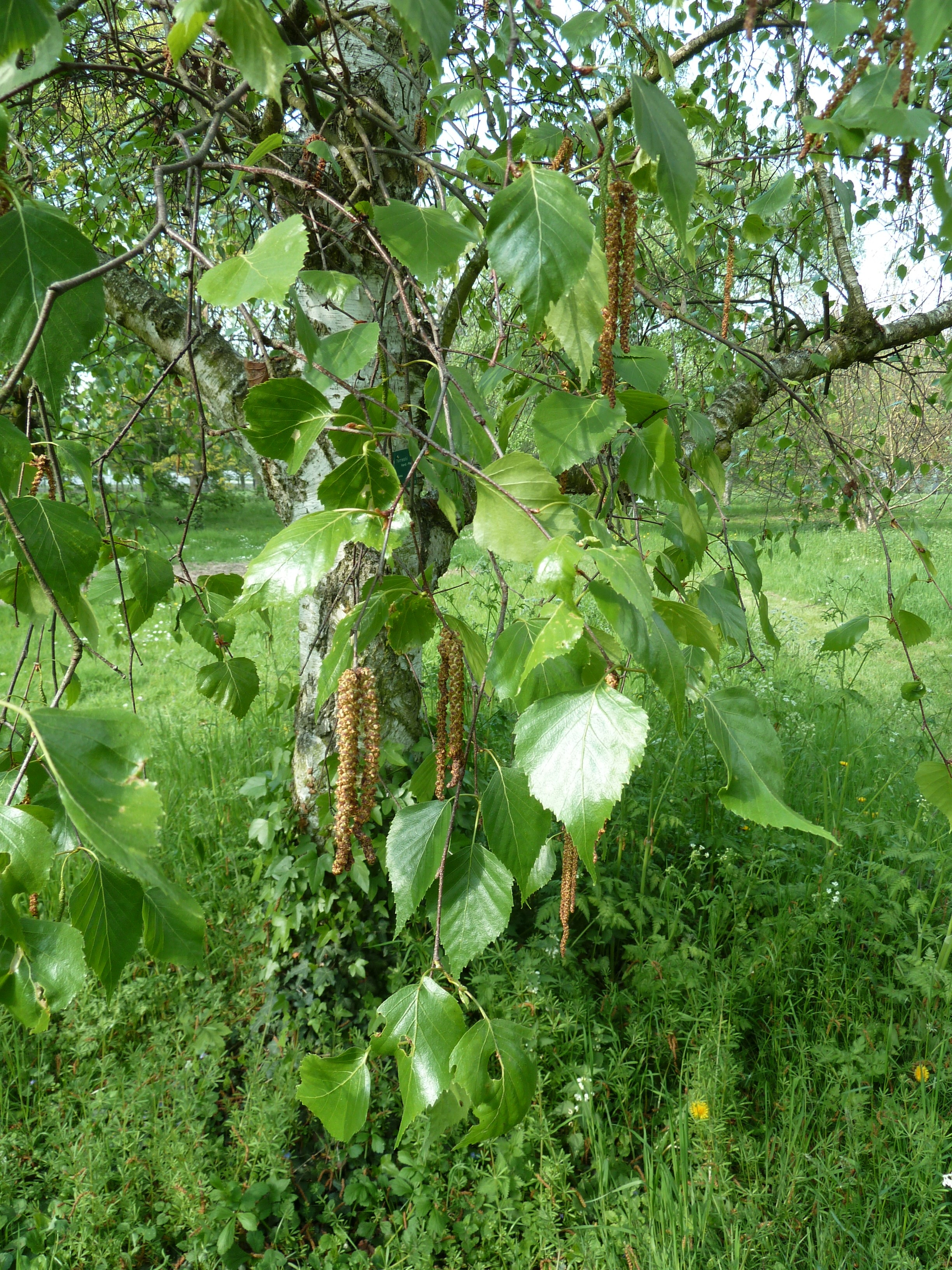
Betula forrestii.
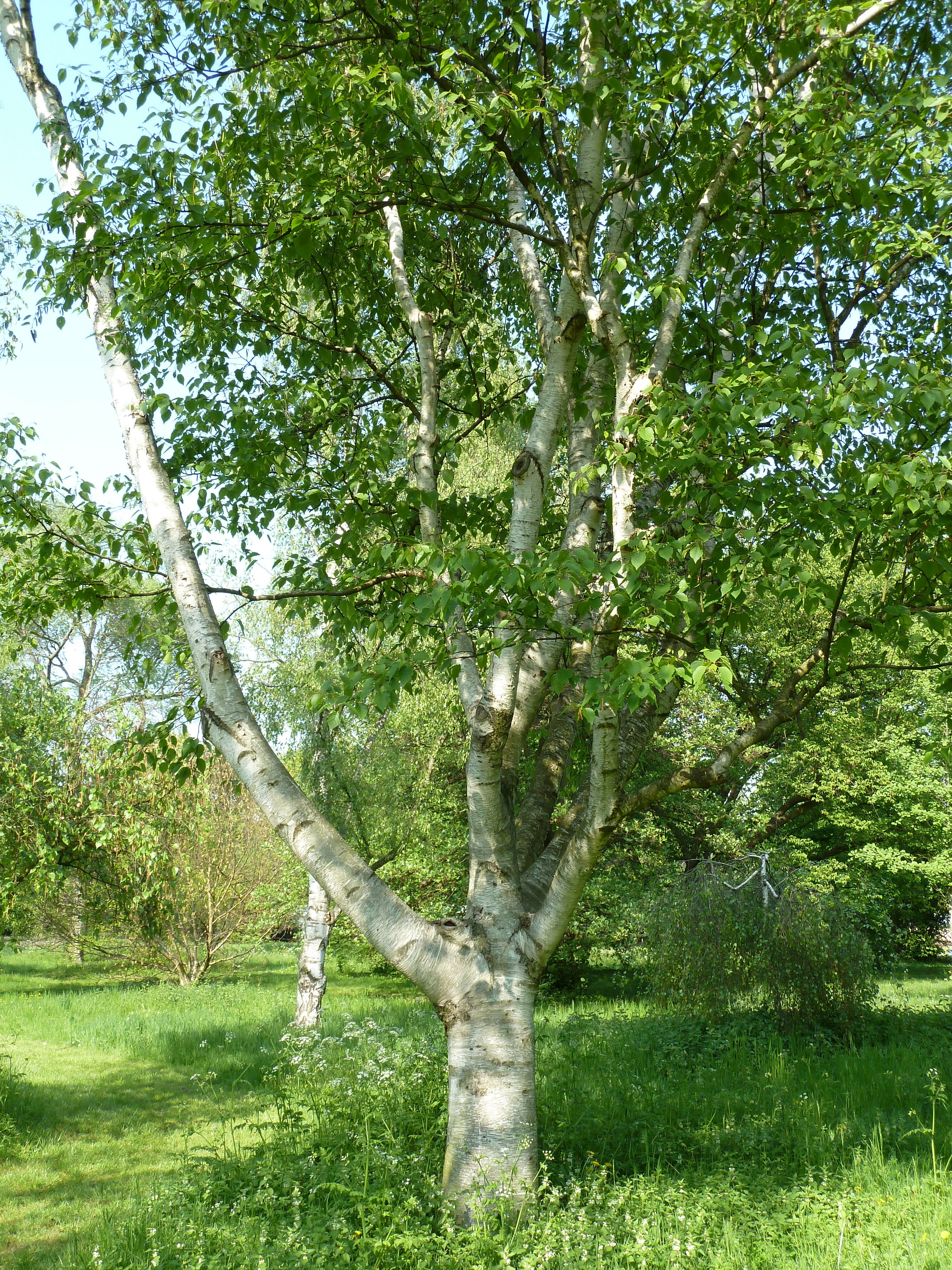
Betula luminifera.
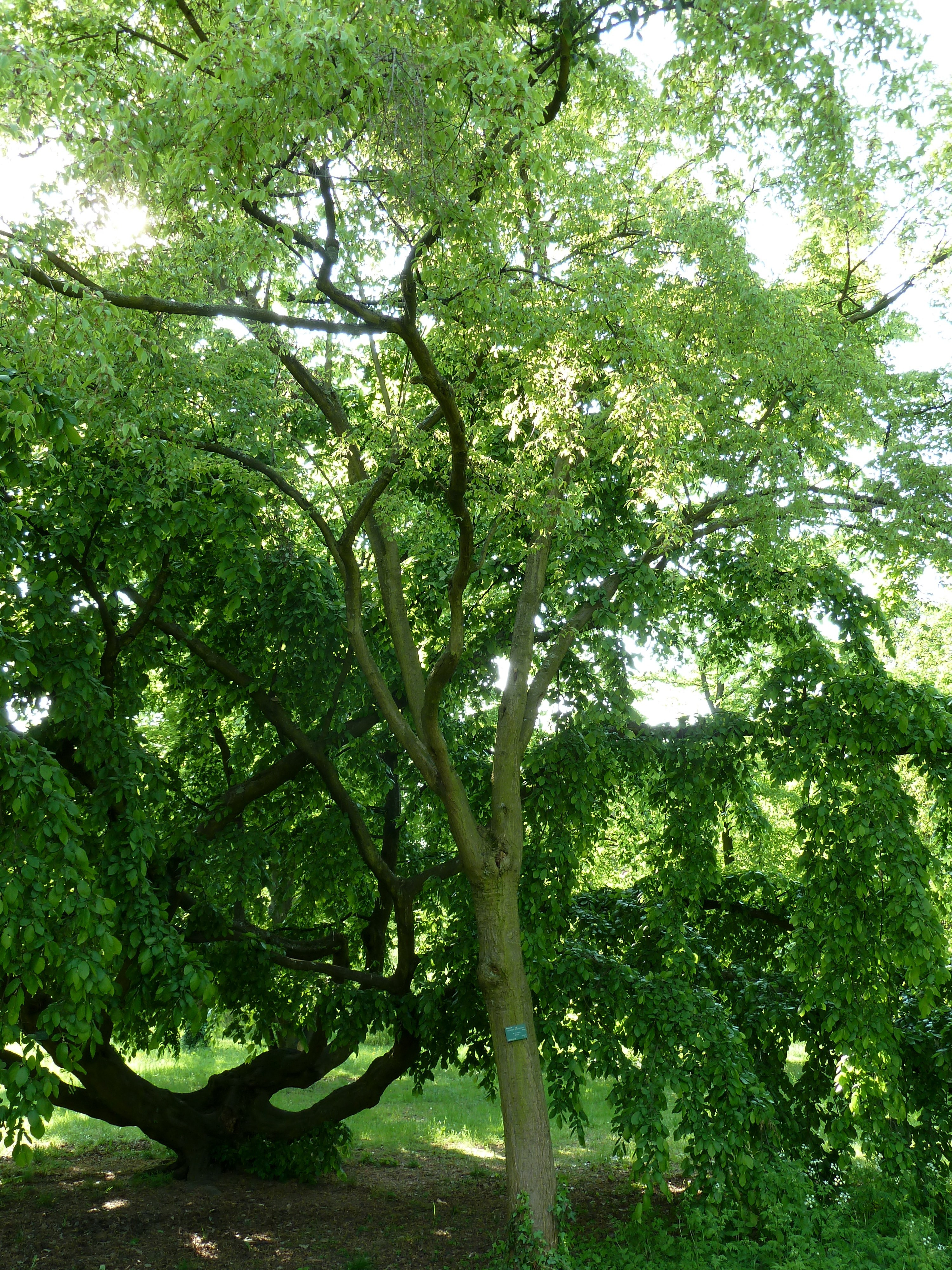
Carpinus turczaninovii.
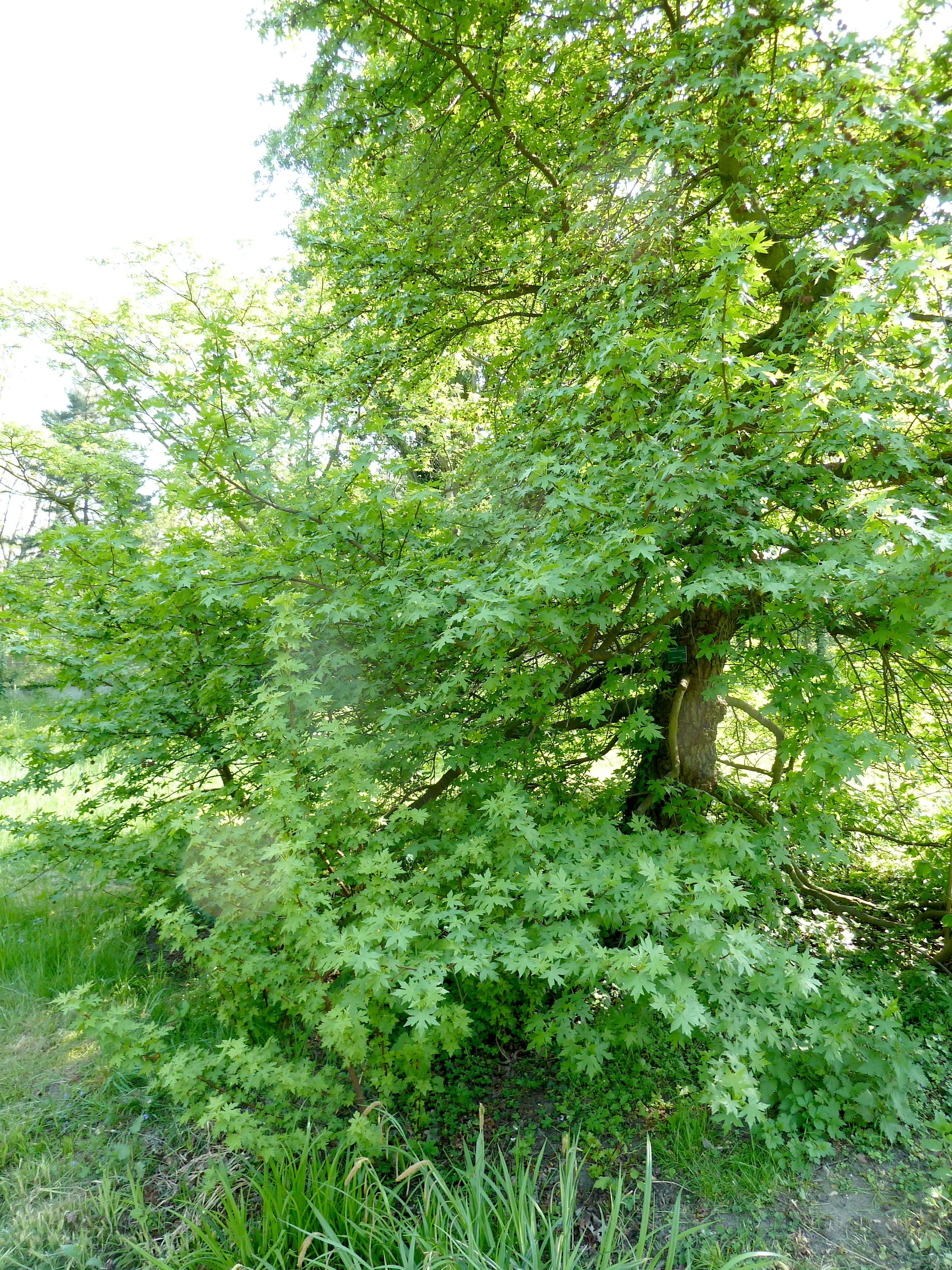
Liquidambar orientalis.
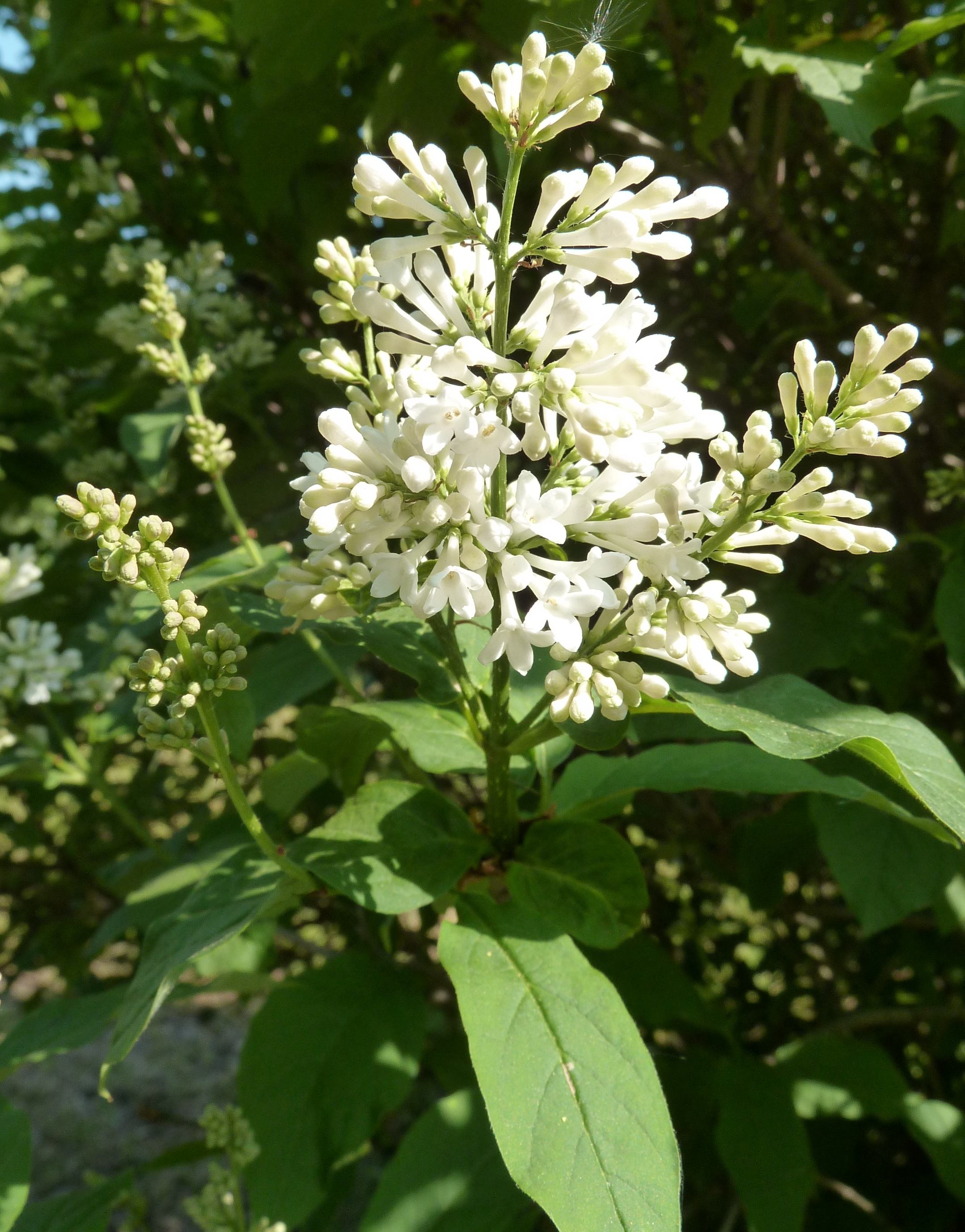
Syringa josikaea.
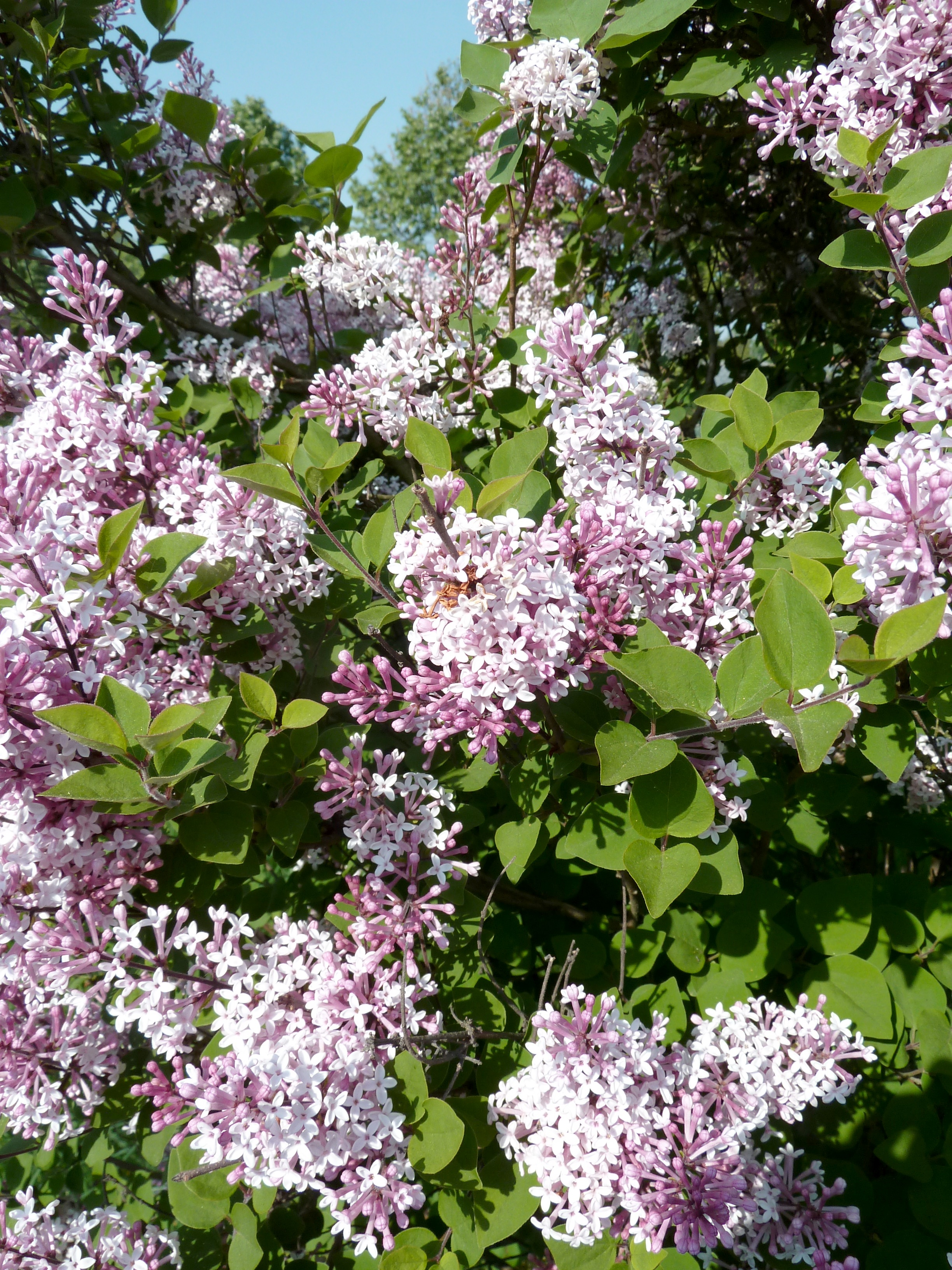
Syringa pubescens.
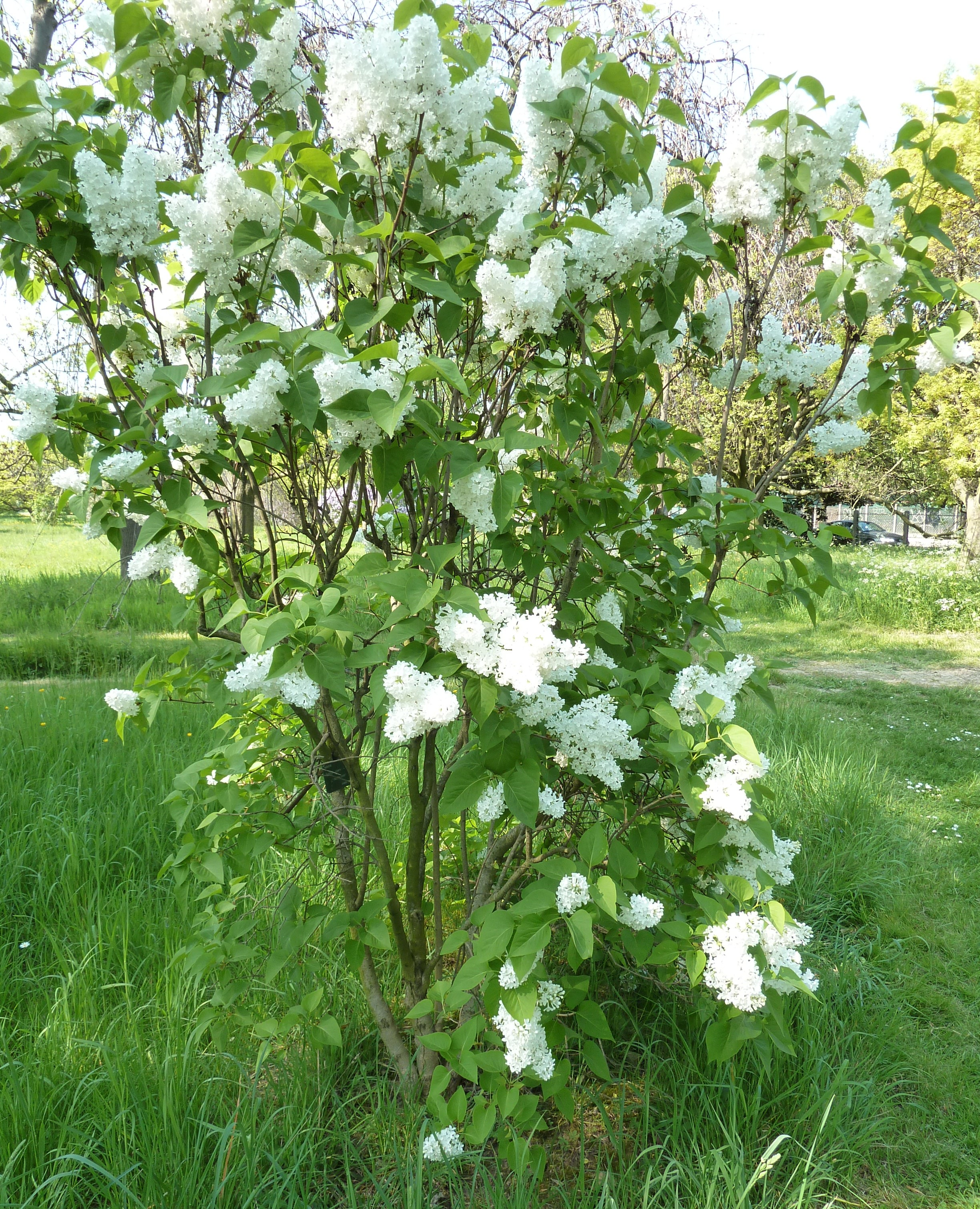
Syringa vulgaris.